# Axius stirhynchus
Axius stirhynchus är en kräftdjursart som beskrevs av Leach 1815. Axius stirhynchus ingår i släktet Axius och familjen Axiidae. Arten har ej påträffats i Sverige. Inga underarter finns listade i Catalogue of Life.